# Mexachernes
Mexachernes är ett släkte av spindeldjur. Mexachernes ingår i familjen blindklokrypare.
Kladogram enligt Catalogue of Life:
| Mexachernes | \| \| Mexachernes calidus \| \| \| \| \| \| Mexachernes carminis \| \| \| \| |
|             | \| \| Mexachernes calidus \| \| \| \| \| \| Mexachernes carminis \| \| \| \| |
|             | Mexachernes calidus                                                          |
|             |                                                                              |
|             | Mexachernes carminis                                                         |
|             |                                                                              |